# HMS Beaufort (L14)
HMS Beaufort (L14) là một tàu khu trục hộ tống lớp Hunt Kiểu II của Hải quân Hoàng gia Anh Quốc được hạ thủy và đưa ra phục vụ vào năm 1941. Nó đã hoạt động cho đến hết Chiến tranh Thế giới thứ hai, đưa về lực lượng dự bị năm 1945, rồi được chuyển cho Hải quân Hoàng gia Na Uy năm 1952 và tiếp tục hoạt động như là chiếc KNM Haugesund (F312) cho đến năm 1965, khi nó bị tháo dỡ.

## Thiết kế và chế tạo
Beaufort thuộc vào số 33 chiếc tàu khu trục lớp Hunt nhóm II, có mạn tàu rộng hơn nhóm I, tạo độ ổn định cho một tháp pháo QF 4 in (100 mm) Mark XVI nòng đôi thứ ba, cũng như cho phép tăng số lượng mìn sâu mang theo từ 40 lên 110.
Beaufort được đặt hàng vào ngày 4 tháng 12 năm 1939 cho hãng Cammell Laird tại Birkenhead trong Chương trình Chế tạo Khẩn cấp Chiến tranh 1939 và được đặt lườn vào ngày 17 tháng 7 năm 1940. Nó được hạ thủy vào ngày 9 tháng 6 năm 1941 và hoàn tất vào ngày 3 tháng 11 năm 1941. Tên nó được đặt theo tên một rừng săn cáo tại Badminton, Gloucestershire. Con tàu được cộng đồng dân cư Bathavon tại Somerset đỡ đầu trong khuôn khổ cuộc vận động gây quỹ Tuần lễ Tàu chiến vào tháng 3 năm 1942.

## Lịch sử hoạt động

### 1941
Sau khi hoàn tất chạy thử máy, Beaufort chuyển đến Scapa Flow và được điều động gia nhập Chi hạm đội Khu trục 5 đặt căn cứ tại Alexandria, Ai Cập. Nó cùng thiết giáp hạm Ramillies (07) và tàu khu trục Badsworth (L03) gia nhập để hộ tống Đoàn tàu WS14 đi Freetown, đến nơi vào ngày 21 tháng 12, rồi tiếp tục cùng Ramillies, Hurworth (L28) và Bridgewater (L01) hộ tống Đoàn tàu WS14 tiếp tục hướng đến mũi Hảo Vọng. Sau khi đi đến Capetown, Nam Phi vào ngày 4 tháng 1 năm 1942, chiếc tàu khu trục tách khỏi Đoàn tàu WS14 và di chuyển độc lập theo ngã Hồng Hải và kênh đào Suez để gia nhập Hạm đội Địa Trung Hải tại Alexandria.

### 1942
Vào ngày 12 tháng 2 năm 1942, Beaufort được bố trí cùng tàu tuần dương hạng nhẹ Carlisle (D67) và các tàu khu trục Avon Vale (L06), Southwold (L10), Eridge (L68), Dulverton (L63), Hurworth và Heythrop (L85) để hộ tống cho Đoàn tàu MW9 bao gồm ba tàu buôn nhằm tăng viện cho Malta. Đoàn tàu bị đối phương không kích nặng nề, khiến một tàu buôn bị hư hại phải rút lui về Tobruk vào ngày 13 tháng 2, rồi thêm một tàu buôn khác bị đánh chìm vào ngày hôm sau. Lực lượng hộ tống quay mũi rút lui về Ai Cập cùng bốn tàu buôn rỗng xuất phát từ Malta; Đoàn tàu MW9 xem như thất bại khi chiếc tàu buôn cuối cùng cũng không đến được Malta.
Vào ngày 20 tháng 3, Beaufort được bố trí cùng Carlisle, Southwold, Dulverton, Eridge, Hurworth, Avon Vale và Heythrop để hộ tống cho Đoàn tàu MW10 đi Malta, dưới sự bảo vệ của các tàu tuần dương Dido (37), Euryalus (42) và Cleopatra (33). Lực lượng đã đụng độ với không quân đối phương và với một hạm đội tàu nổi hùng hậu của Hải quân Ý trong khuôn khổ Trận Sirte thứ hai vào ngày 22 tháng 3; và tiếp tục chịu đựng không kích kéo dài của đối phương vào ngày hôm sau, khi một tàu buôn bị đánh chìm. Lực lượng rút lui về Alexandria sau đó, và nó tiếp nối nhiệm vụ hộ tống vận tải tiếp liệu và hỗ trợ cho lực lượng đồn trú tại Tobruk.
Vào ngày 11 tháng 6, Beaufort cùng tàu tuần dương hạng nhẹ Coventry (D43) và các tàu khu trục Airedale (L07), Aldenham (L22), Croome (L62), Dulverton, Eridge, Exmoor (L08) và Hurworth hộ tống cho bốn tàu buôn thuộc Đoàn tàu MW11C tham gia Chiến dịch Vigorous, một hoạt động nhằm tăng viện cho Malta xuất phát từ Port Said. Hoạt động này chỉ nhằm nghi binh đánh lạc hướng sự chú ý của đối phương khỏi Chiến dịch Harpoon tương tự xuất phát từ Gibraltar. Đoàn tàu bị đối phương không kích vào ngày hôm sau, khi tàu buôn SS City of Calcutta bị hư hại và phải được Exmoor và Croome hộ tống rút lui về Tubruk. Trong những ngày tiếp theo, đoàn tàu tiếp tục chịu đựng các đợt không kích liên tục, cũng như mối đe dọa từ hạm tàu nổi của Hải quân Ý, khiến phải hủy bỏ chiến dịch và rút lui về Alexandria.
Beaufort tiếp tục hoạt động từ căn cứ tại Alexandria. Vào ngày 11 tháng 7, nó cùng Dulverton, Eridge và Hurworth bắn phá cảng Mersa Matruh, Ai Cập trên bờ Địa Trung Hải. Đến ngày 10 tháng 8, cùng các tàu tuần dương Arethusa (26) và Euryalus, các tàu khu trục Jervis (F00), Kelvin (F37), Pakenham (G06), Paladin (G69), Aldenham, Dulverton, Eridge, Hursley (L84), Hurworth và tàu corvette Hyacinth (K84), nó đã hộ tống cho Đoàn tàu MW12 hướng sang Malta. Đây lại là một hoạt động nghi binh khác nhằm hỗ trợ cho Chiến dịch Pedestal xuất phát từ Gibraltar. Lực lượng cùng Đoàn tàu WM12 quay trở về Port Said vào ngày 13 tháng 8.
Sang tháng 9, Beaufort tham gia Chiến dịch Agreement, một cuộc đột kích nhắm vào Tobruk. Nó đón lên tàu lực lượng Thủy binh Hoàng gia vào ngày 12 tháng 9 để cho đổ bộ lên Tobruk, và sau đó cùng với tàu tuần dương Coventry và các tàu khu trục Zulu (F18), Sikh (F82), Aldenham, Exmoor và Hurworth hỗ trợ cho cuộc tấn công. Chiến dịch thất bại khi Coventry, Zulu và Sikh bị mất bởi hỏa lực pháo bờ biển và không kích của đối phương, và lực lượng đổ bộ bị tổn thất nặng. Các tàu chiến còn lại rút lui về Alexandria.
Vào tháng 10, Beaufort được cử hộ tống một đoàn tàu vận tải đi sang Ấn Độ Dương. Nó cùng tàu chị em Tetcott (L99) gia nhập cùng tàu buôn tuần dương vũ trang HMS Ranchi trong thành phần Đoàn tàu WS22 vào ngày 14 tháng 10 cho hành trình đi Aden. Đến nơi hai ngày sau đó, nó cùng Tetcott tách khỏi đoàn tàu để quay trở về Alexandria.
Đến ngày 17 tháng 11, Beaufort lại tham gia thành phần hộ tống cho Đoàn tàu MW13 trong khuôn khổ Chiến dịch Stoneage. Chuyến đi tiếp vận đến Malta này được bảo vệ bởi tàu tuần dương Arethusa và các tàu khu trục Aldenham, Belvoir (L32), Croome, Dulverton, Exmoor, Hursley, Hurworth và Tetcott cùng tàu khu trục Hy Lạp Pindos. Đoàn tàu bị không kích vào ngày hôm sau, khi Arethusa bị hư hại bởi ngư lôi và phải rút lui về Alexandria. Sau khi đi đến Malta, lực lượng hộ tống tách khỏi MW13 để quay trở về Alexandria.

### 1943
Từ tháng 1 đến tháng 4, 1943, Beaufort tiếp tục hoạt động tuần tra và hộ tống vận tải tại khu vực Đông Địa Trung Hải, hỗ trợ các chiến dịch trên bộ của Tập đoàn quân 8 Anh tại Bắc Phi. Trong tháng 5, trong khuôn khổ Chiến dịch Retribution, nó cùng Hạm đội Địa Trung Hải phong tỏa khu vực Cape Bon ngăn chặn tàu bè triệt thoái lực lượng Đức khỏi Bắc Phi.
Đến tháng 6, Beaufort chuyển căn cứ đến Malta để hộ tống các đoàn tàu vận tải tiếp vận chuẩn bị cho Chiến dịch Husky, cuộc đổ bộ của lực lượng Đồng Minh lên Sicily, Ý. Vào tháng 7, nó gia nhập Lực lượng Hỗ trợ phía Đông nhằm hỗ trợ cho cuộc đổ bộ lên Sicily của Sư đoàn 1 Nhảy dù Anh về phía Tây Nam Syracuse. Nó đi đến Port Said vào ngày 5 tháng 7 để hộ tống Đoàn tàu MWF36, tách ra để được tiếp nhiên liệu vào ngày 8 tháng 7 rồi gia nhập trở lại đoàn tàu một ngày sau đó. Đi đến ngoài khơi bãi đổ bộ vào ngày 10 tháng 7, nó tách khỏi đoàn tàu và được bố trí ngoài khơi bãi đổ bộ, bắn hải pháo hỗ trợ và phòng thủ chống không kích cũng như sự xâm nhập của xuồng phóng lôi E-boat bảo vệ cho bãi đổ bộ.
Beaufort tách khỏi Chiến dịch Husky vào tháng 8, tiếp tục nhiệm vụ hộ tống vận tải, cho đến khi lại được huy động vào Chiến dịch Avalanche, cuộc đổ bộ tiếp theo của lực lượng Đồng Minh lên Salerno, Ý. Nó đi đến Tripoli vào ngày 6 tháng 9 để hộ tống cho Đoàn tàu TSF1 đi Salerno; và khi đi đến ngoài khơi bãi đổ bộ vào ngày 9 tháng 9, nó đã hỗ trợ cho cuộc đổ bộ, bắn hải pháo và tuần tra phòng thủ cho đến ngày 15 tháng 9.
Sang tháng 10, Beaufort cùng chi hạm đội được điều động quay trở lại Alexandria tham gia Chiến dịch Dodecanese, kế hoach chiếm đóng các đảo Hy Lạp do quân Ý chiếm đóng trước đây thuộc quần đảo Dodecanese, giờ đây có nguy cơ bị quân Đức chiếm sau khi Ý chấp nhận đình chiến.
Vào ngày 10 tháng 10, Beaufort đã tuần tra chống đối phương xâm nhập, và chịu đựng những đợt không kích. Đến ngày 12 tháng 10, nó cùng tàu tuần dương Phoebe (43) và tàu khu trục Belvoir truy tìm các tàu vận tải đối phương, nhưng phải rút lui do bị không kích. Sang ngày 15 tháng 10, nó cùng Belvoir tiếp tục truy tìm không thành công hai tàu buôn và một tàu đổ bộ đối phương đưa quân Đức tăng viện đến đảo Kos. Vào ngày 17 tháng 10, nó cùng tàu tuần dương Sirius (82) và các tàu khu trục Pathfinder (G10) và Eclipse (H08) chuyển binh lính tăng viện cho lực lượng đồn trú trên đảo Leros; sau đó nó gia nhập cùng tàu tuần dương Aurora (12), rồi chịu đựng những đợt không kích liên tục, khi Sirius bị đánh trúng. Đến ngày 19 tháng 10, nó cùng Fury (H76) và Hurworth bắn phá đảo Kos, rồi ẩn náu trong vùng biển Thổ Nhĩ Kỳ trung lập trong ngày hôm sau để tránh bị không kích. Sang ngày 21 tháng 10, nó cùng Fury cho đổ bộ binh lính lên vịnh Alinda, Leros, rồi bắn phá cảng Kos nơi có các tàu đổ bộ Đức. Sang ngày hôm sau, nó cùng Aurora, Fury và Hurworth càn quét chống đối phương xâm nhập. Vào ngày 26 tháng 10, nó cùng Faulknor (H62) và Hurworth tuần tra trong eo biển Rhodes; rồi đến ngày 29 tháng 10 đã chuyển quân cùng thiết bị đến đảo Kastelorizo trước khi cùng Petard (G56) và Belvoir gia nhập cùng Aurora trong vùng biển Thổ Nhĩ Kỳ. Lực lượng bị đối phương không kích ác liệt, khiến Aurora bị đánh trúng và bốc cháy; nên sang ngày hôm sau nó đã hộ tống Aurora bị hư hại rút lui về Alexandria.
Vào ngày 10 tháng 11, trên đường đi đến đảo Kos, Beaufort cùng Faulknor và Pindos chịu đựng không kích kéo dài của đối phương. Sau khi bắn phá cảng Kos vào ngày hôm sau, lực lượng ẩn náu trong vùng biển Thổ Nhĩ Kỳ, kéo dài sang ngày 12 tháng 11 do không quân đối phương khống chế bầu trời. Sang ngày 13 tháng 11, lực lượng lại bắn phá các vị trí đối phương trên núi Clidi tại Leros để hỗ trợ các đơn vị trên bộ trước khi rút lui về Alexandria một ngày sau đó. Lực lượng đối phương tiếp tục được tăng viện đến Leros, và mọi chiến dịch hải quân kết thúc khi lực lượng đồn trú trên đảo này đầu hàng vào ngày 16 tháng 11. Sang tháng 12, Beaufort cùng với Aldenham, Belvoir và tàu khu trục Hy Lạp Kanaris (L53) được điều sang khu vực Trung tâm Địa Trung Hải, đặt căn cứ tại Algiers để hộ tống các đoàn tàu vận tải đi lại giữa các cảng Bắc Phi và Naples.

### 1944
Vào tháng 1, 1944, Beaufort được huy động tham gia Chiến dịch Shingle, cuộc đổ bộ của lực lượng Đồng Minh lên Anzio, Ý. Nó gia nhập Lực lượng Tấn công phía Bắc, và khởi hành từ Naples vào ngày 21 tháng 1 trong thành phần Lực lượng P, đi đến ngoài khơi bãi đổ bộ vào ngày hôm sau, và đã tuần tra phòng không bảo vệ cho cuộc đổ bộ. Từ tháng 2 đến tháng 7, nó tiếp tục nhiệm vụ hộ tống vận tải, tuần tra và hỗ trợ các chiến dịch trên bộ.
Sang tháng 9, Beaufort tiếp tục tham gia Chiến dịch Dragoon, cuộc đổ bộ của lực lượng Đồng Minh lên miền Nam nước Pháp. Tạm thời dưới quyền chỉ đạo của Hải quân Hoa Kỳ, nó khởi hành từ Naples vào ngày 13 tháng 8 hộ tống cho đoàn tàu vận tải chuyển quân SM2, và khi đi đến ngoài khơi bãi đổ bộ vào ngày D 15 tháng 8, nó cùng các tàu chiến Đồng Minh khác bảo vệ cho bãi đổ bộ và hộ tống các đoàn tàu tiếp liệu theo sau. Sau khi rút khỏi Chiến dịch Dragoon, nó được bố trí đến Alexandria để hoạt động tại khu vực biển Aegean, tái chiếm các đảo Hy Lạp đồng thời ngăn chặn tàu bè đối phương triết thoái binh lính về đất liền. Trong tháng 11 và tháng 12, nó hỗ trợ cho việc đổ bộ lên lục địa tại Hy Lạp.

### 1945
Beaufort tiếp tục hỗ trợ các chiến dịch quân sự và hộ tống vận tải tại Địa Trung Hải cho đến tháng 4, 1945, nơi tàu ngầm U-boat vẫn còn hoạt động. Sang tháng 5, nó được điều động quay trở về Anh để tái trang bị, với dự định sẽ được cử sang hoạt động tại Viễn Đông. Nó về đến Cardiff và bắt đầu được đại tu từ ngày 10 tháng 6. Tuy nhiên, do việc Nhật Bản đã chấp nhận đầu hàng vào giữa tháng 8 kết thúc hoàn toàn Thế Chiến II, việc điều động con tàu sang Viễn Đông bị hủy bỏ.

### Sau chiến tranh
Beaufort hoàn tất việc đại tu vào ngày 24 tháng 9, 1945, tuy nhiên sau khi chạy thử máy sau sửa chữa, nó được đưa về Hạm đội dự bị tại Devonport.

### HNoMSHaugesund(F312)
Vào năm 1952, con tàu được bán cho Na Uy và nhập biên chế cùng Hải quân Hoàng gia Na Uy như là chiếc HNoMS Haugesund sau khi được tái trang bị tại Tyne. Đến năm 1954, nó được xếp lại lớp như một tàu frigate, mang ký hiệu lườn mới F312, và được cải biến với cột ăn-ten dạng lưới và bổ sung hai dàn súng cối chống tàu ngầm Squid thay cho tháp pháo X phía đuôi tàu. Nó bị tháo dỡ vào năm 1965.